# Muneji Munemura
Muneji Munemura (japanisch 宗村 宗二 Munemura Muneji; * 1. Oktober 1943 in Niigata) ist ein ehemaliger japanischer Ringer.

## Karriere
Munemura gewann bei den Olympischen Spielen 1968 in Mexiko-Stadt die Goldmedaille im griechisch-römischen Stil im Leichtgewicht. Bereits zuvor hatte er sich international etabliert und bei den Weltmeisterschaften 1965 und 1966 jeweils den vierten Platz belegt.
Er studierte an der Meiji-Universität.